# Smiley Face Killers
Smiley Face Killers is een Amerikaanse slasherfilm uit 2020 geregisseerd door Tim Hunter. De film ging op 8 december 2020 in première.

## Verhaal
De film volgt de knappe jonge voetballer Jake Graham die denkt dat hij langzaam gek aan het worden is. Jake loopt een tijdje met het gevoel dat hij door iemand gestalkt wordt en kan dit gevoel niet van zich afschudden. Zijn vrienden en bekende om hem heen geloven dat hij angstig is en paranoïde begint te worden. Dit verandert al snel als blijkt dat Jake daadwerkelijk achtervolgd wordt door een kleine groep seriemoordenaars.

## Rolverdeling
| acteur           | personage              |
| ---------------- | ---------------------- |
| Ronen Rubinstein | Jake Graham            |
| Mia Serafino     | Keren                  |
| Crispin Glover   | vermomd figuur         |
| Amadeus Serafini | Gabriel                |
| Ashley Rickards  | Alana                  |
| Garrett Coffey   | Adam                   |
| Cody Simpson     | Rob                    |
| Daniel Covin     | Devon                  |
| Gianna DiDonato  | Liv                    |
| Rachel Crowl     | vrouwelijke moordenaar |
| Daniel Dannas    | Ryan Elliot            |
| Corey Prather    | Paul Lader             |
| Reese Mishler    | Brandon Douglas        |

## Achtergrond
De film werd geregisseerd door Tim Hunter en geproduceerd door Braxton Pope, Bret Easton Ellis en David M. Wulf. Ellis was daarnaast tevens verantwoordelijk voor het schrijven van het scenario van de film, dat gebaseerd is op de theorie over waargebeurde 'smiley face' moorden die plaats zouden hebben gevonden van 1990 tot 2010. De productie van de film ging in oktober 2017 van start. Hoofdrollen in de film waren weggelegd voor onder anderen Crispin Glover, Amadeus Serafini, Ashley Rickards en Cody Simpson.

## Release en ontvangst
Op 30 oktober 2020 werd de eerste trailer van de film naar buiten gebracht. Smiley Face Killers ging vervolgens op 8 december 2020 in première en werd door distributeur Lionsgate Home Entertainment op video on demand uitgebracht. De film werd door recensenten in het algemeen negatief ontvangen. Op Rotten Tomatoes heeft de film een score van 44% op basis van 9 beoordelingen.